# 朗科恩冰川
72°3′S 62°42′W / 72.050°S 62.700°W
朗科恩冰川（英語：Runcorn Glacier），是南極洲的冰川，位於帕爾默地，處於赫斯山脈以西，最終在希爾頓灣附近注入博蒙特冰川，美國地質調查局根據測量和該國海軍的空中照片繪入地圖，現時由南極條約體系管理。